# Стефан Вукадин
Стефан Вукадин (Пале, 13. септембра 1994) босанскохерцеговачки је фудбалер.

## Каријера
Вукадин је у марту 2013. приступио екипи Рада, као бивши играч Чукаричког, а са клубом је потписао уговор на три и по године. У клубу се задржао до 2014, уз краћи период на уступању Жаркову. Након тога је прешао у Раковицу, а затим у Партизан, односно Телеоптик.
Са резервистима Партизана одиграо је пријатељски сусрет са бањалучким Борцем у марту 2016. Почетком 2017, Вукадин је прешао у Металац из Горњег Милановца. До краја такмичарске 2016/17. није наступао на званичним сусретима у Суперлиги Србије. У наредне две сезоне усталио се у постави свог тима у Првој лиги, те је у том такмичењу одиграо укупно 40 утакмица и постигао два поготка. Иако је лета 2019. прошао припреме са екипом Металца, пред крај прелазног рока исте године је споразумно раскинуо уговор и напустио клуб. Недуго затим прешао је у састав Графичара, али је на дебију за свој нови клуб у 7. колу Прве лиге Србије за такмичарску 2019/20. доживео тежу повреду, због које је замењен пред крај првог полувремена.

## Статистика

#### Клупска
| Клуб                    | Сезона   | Лига                | Лига    | Лига   | Национални куп | Национални куп | Европа  | Европа | Остало  | Остало | Укупно  | Укупно |
| Клуб                    | Сезона   | Дивизија            | Наступа | Голова | Наступа        | Голова         | Наступа | Голова | Наступа | Голова | Наступа | Голова |
| ----------------------- | -------- | ------------------- | ------- | ------ | -------------- | -------------- | ------- | ------ | ------- | ------ | ------- | ------ |
|                         |          |                     |         |        |                |                |         |        |         |        |         |        |
| Чукарички               | 2012/13. | Прва лига Србије    | 0       | 0      | 0              | 0              | —       | —      | —       | —      | 0       | 0      |
|                         |          |                     |         |        |                |                |         |        |         |        |         |        |
| Рад                     | 2012/13. | Суперлига Србије    | 0       | 0      | 0              | 0              | —       | —      | —       | —      | 0       | 0      |
| Рад                     | 2013/14. | Суперлига Србије    | 0       | 0      | 0              | 0              | —       | —      | —       | —      | 0       | 0      |
| Рад                     | Укупно   | Укупно              | 0       | 0      | 0              | 0              | —       | —      | —       | —      | 0       | 0      |
|                         |          |                     |         |        |                |                |         |        |         |        |         |        |
| Жарково (позајмица)     | 2013/14. | Српска лига Београд | 6       | 0      | —              | —              | —       | —      | —       | —      | 6       | 0      |
|                         |          |                     |         |        |                |                |         |        |         |        |         |        |
| Раковица                | 2014/15. | Српска лига Београд | 8       | 0      | —              | —              | —       | —      | —       | —      | 8       | 0      |
|                         |          |                     |         |        |                |                |         |        |         |        |         |        |
| Партизан                | 2014/15. | Суперлига Србије    | 0       | 0      | 0              | 0              | —       | —      | —       | —      | 0       | 0      |
|                         |          |                     |         |        |                |                |         |        |         |        |         |        |
| Телеоптик               | 2015/16. | Српска лига Београд | 16      | 0      | —              | —              | —       | —      | —       | —      | 16      | 0      |
| Телеоптик               | 2016/17. | Српска лига Београд | 10      | 0      | —              | —              | —       | —      | —       | —      | 10      | 0      |
| Телеоптик               | Укупно   | Укупно              | 26      | 0      | —              | —              | —       | —      | —       | —      | 26      | 0      |
|                         |          |                     |         |        |                |                |         |        |         |        |         |        |
| Металац Горњи Милановац | 2016/17. | Суперлига Србије    | 0       | 0      | —              | —              | —       | —      | —       | —      | 0       | 0      |
| Металац Горњи Милановац | 2017/18. | Прва лига Србије    | 9       | 1      | 0              | 0              | —       | —      | —       | —      | 9       | 1      |
| Металац Горњи Милановац | 2018/19. | Прва лига Србије    | 29      | 1      | 0              | 0              | —       | —      | 1       | 0      | 29      | 1      |
| Металац Горњи Милановац | 2019/20. | Прва лига Србије    | 2       | 0      | —              | —              | —       | —      | —       | —      | 2       | 0      |
| Металац Горњи Милановац | Укупно   | Укупно              | 40      | 2      | 0              | 0              | —       | —      | 1       | 0      | 41      | 2      |
|                         |          |                     |         |        |                |                |         |        |         |        |         |        |
| Графичар                | 2019/20. | Прва лига Србије    | 1       | 0      | —              | —              | —       | —      | —       | —      | 1       | 0      |
|                         |          |                     |         |        |                |                |         |        |         |        |         |        |
| Каријера                | Каријера | Каријера            | 81      | 2      | 0              | 0              | —       | —      | 1       | 0      | 82      | 2      |
|                         |          |                     |         |        |                |                |         |        |         |        |         |        |

- Ажурирано 21. новембра 2019. године.[9]

## Трофеји и награде
Партизан
- Суперлига Србије: 2014/15.[19]

Телеоптик
- Српска лига Београд: 2016/17.[20]